# Uvariodendron anisatum
Uvariodendron anisatum là một loài thực vật thuộc họ Annonaceae. Đây là loài đặc hữu của Kenya. Chúng hiện đang bị đe dọa vì mất môi trường sống.